# 明野みる
明野 みる（あきの みる、4月11日 - ）は、日本の漫画家。東京都出身。血液型はB型。少女漫画誌『ちゃお』『ちゃおDX』（いずれも小学館）にて執筆している。
2004年、『ちゃおDX』夏の増刊号に掲載された「ぜんまい少女とねじまき少年」でデビュー。『ちゃお』2006年1月号から12月号にかけて読者コーナー「ちゃおちゃお探偵団」のイラストを担当した。

## 作品一覧

### 連載作品
- でびる☆まじっく（2006年ちゃお1月号 - 3月号連載）
- ジャングルおねえちゃん（2007年ちゃお10月号 - 12月号連載）

### 読みきり作品
- ぜんまい少女とねじまき少年（2004年7月ちゃおDX夏の増刊号、デビュー作）
- ことりちゃんの笑えない秘密（2004年10月ちゃおDX秋の増刊号）
- ちっちゃなあなたにおっきな恋心（2004年12月ちゃおDX冬の増刊号）
- 走れ! 大福くん（2005年ちゃお4月号）
- 1/15のゆううつ（2005年5月ちゃおDX初夏の増刊号）
- 保健委員まあやちゃんの夏休み（2005年7月ちゃおDX夏の増刊号）
- 秘密のうさぎちゃん（2005年10月ちゃおDX秋の増刊号）
- ゆうこ博士のたくらみ（2006年1月ちゃおDX冬の増刊号）
- お姫さま注意報（2006年5月ちゃおDX春の増刊号）
- Dr. ななこ研究所（2006年ちゃお6月号）
- ハッピー♥おばあちゃん（2006年ちゃお8月号）
- マーメイド・ボーイ（2006年9月ちゃおDX秋の増刊号）
- ハッピー♥おばあちゃん〜湯けむり旅情〜（2007年ちゃお1月号）
- ハッピー♥おばあちゃん バレンタイン大作戦（2007年1月ちゃおDX春待ち増刊号）
- ハッピー♥おばあちゃん（2007年3月ちゃおDX春の増刊号）
- ゆれゆれラブマッチ（2007年ちゃお5月号）
- ハッピー♥おばあちゃん in America（2007年5月ちゃおDX初夏の増刊号）
- ハッピー♥おばあちゃん 呪われた岩（2007年7月ちゃおDX夏の超増刊号）
- らぶ★ぽん！こまきちゃん（2008年12月ちゃおDX冬の超増刊号）
- 胡蝶の夢（2009年6月ちゃおDXホラー）
- にーはお☆パイちゃん（2009年9月ちゃおDX秋の大増刊号）

## 単行本一覧
以下ちゃおコミックス（小学館）より刊行。
- でびる☆まじっく
- ハッピー♥おばあちゃん
- ジャングルおねえちゃん
- めしませかれんちゃん